# Pouteria hotteana
Pouteria hotteana là một loài thực vật thuộc họ Sapotaceae. Loài này có ở Haiti và Puerto Rico.